# Магнолиецветные
Магнолиецве́тные (лат. Magnoliales) — по современной классификации APG IV порядок цветковых растений, включающий 6 семейств, 136 родов и 3 429 ботанических видов. Порядок входит в дочернюю кладу Магнолииды клады Цветковые растения.

## Классификация

### Ранние системы
В Системе классификации Кронквиста (1981) данный порядок размещен в подклассе Магнолииды (Magnoliidae) и включает следующие семейства:
- порядок Магнолиецветные
  - семейство Анноновые (Annonaceae)
  - семейство Австробэйлиевые (Austrobaileyaceae)
  - семейство Канелловые (Canellaceae)
  - семейство Дегенериевые (Degeneriaceae)
  - семейство Эвпоматиевые (Eupomatiaceae)
  - семейство Гимантандровые (Himantandraceae)
  - семейство Лакторисовые (Lactoridaceae)
  - семейство Магнолиевые (Magnoliaceae)
  - семейство Мускатниковые (Myristicaceae)
  - семейство Винтеровые (Winteraceae)

Система классификации Торна (1992) обозначила данный порядок как составную часть надпорядка Magnolianae, подкласса манголиидов (Magnoliidae) и использует следующую классификацию:
- порядок Магнолиецветные
  - семейство Амборелловые (Amborellaceae)
  - семейство Анноновые (Annonaceae)
  - семейство Кирказоновые (Aristolochiaceae)
  - семейство Австробэйлиевые (Austrobaileyaceae)
  - семейство Каликантовые (Calycanthaceae)
  - семейство Канелловые (Canellaceae)
  - семейство Хлорантовые (Chloranthaceae)
  - семейство Дегенериевые (Degeneriaceae)
  - семейство Эвпоматиевые (Eupomatiaceae)
  - семейство Гомортеговые (Gomortegaceae)
  - семейство Эрнандиевые (Hernandiaceae)
  - семейство Гимантандровые (Himantandraceae)
  - семейство Бадьяновые (Illiciaceae)
  - семейство Лакторисовые (Lactoridaceae)
  - семейство Лавровые (Lauraceae)
  - семейство Магнолиевые (Magnoliaceae)
  - семейство Монимиевые (Monimiaceae)
  - семейство Мускатниковые (Myristicaceae)
  - семейство Перцевые (Piperaceae)
  - семейство Савруровые (Saururaceae)
  - семейство Лимонниковые (Schisandraceae)
  - семейство Тримениевые (Trimeniaceae)
  - семейство Винтеровые (Winteraceae)

В Системе классификации Энглера (1964) порядок размещен в подклассе Archychlamydeae класса двудольных (Dicotyledoneae) и перечислила следующие семейства:
- порядок Магнолиецветные
  - семейство Амборелловые (Amborellaceae)
  - семейство Анноновые (Annonaceae)
  - семейство Австробэйлиевые (Austrobaileyaceae)
  - семейство Каликантовые (Calycanthaceae)
  - семейство Канелловые (Canellaceae)
  - семейство Багрянниковые (Cercidiphyllaceae)
  - семейство Дегенериевые (Degeneriaceae)
  - семейство Эвпоматиевые (Eupomatiaceae)
  - семейство Эвптелейные (Eupteleaceae)
  - семейство Гомортеговые (Gomortegaceae)
  - семейство Эрнандиевые (Hernandiaceae)
  - семейство Гимантандровые (Himantandraceae)
  - семейство Бадьяновые (Illiciaceae)
  - семейство Лавровые (Lauraceae)
  - семейство Магнолиевые (Magnoliaceae)
  - семейство Монимиевые (Monimiaceae)
  - семейство Мускатниковые (Myristicaceae)
  - семейство Лимонниковые (Schisandraceae)
  - семейство Тримениевые (Trimeniaceae)
  - семейство Тетрацентровые (Tetracentraceae)
  - семейство Троходендровые (Trochodendraceae)
  - семейство Винтеровые (Winteraceae)

Система классификации Веттштейна, последняя версия которой была опубликована в 1935 году, не использовала имя Magnoliales, но имела порядок Многоплодниковые (Polycarpicae) со схожей структурой.

### Системы APG
В системе APG семейство Магнолиевые (Magnoliaceae) признано базальным и исключено из списка эвдикотов.
По современной версии APG IV (2016) порядок Магнолиецветные включен в дочернюю кладу Магнолииды клады Цветковые растения и содержит 6 семейств, 136 родов и 3 429 видов растений:
- Семейство Анноновые (Annonaceae) - 110 родов, 2 535 видов
- Семейство Дегенериевые (Degeneriaceae), монотипное, с 1 родом и 2 видами
- Семейство Эвпоматиевые (Eupomatiaceae), монотипное, с 1 родом и 3 видами
- Семейство Гимантандровые (Himantandraceae), монотипное, с 1 родом и 1 видом
- Семейство Магнолиевые (Magnoliaceae) - 2 рода, 357 видов
- Семейство Мускатниковые (Myristicaceae) - 21 род, 531 вид

### Таксономическое положение[1]
- Magnoliales Bromhead, 1838, Edinburgh New Philos. J. 25: 132

Порядок Магнолиецветные включается в дочернюю кладу Магнолииды клады Цветковые растения. Кладограмма в соответствии с Системой APG IV:
|  |                          |  |                                   | порядок Магнолиецветные |  | 6 семейств |  | 136 родов |  | 3 429 видов |
|  |                          |  |                                   | порядок Магнолиецветные |  | 6 семейств |  | 136 родов |  | 3 429 видов |
|  | клада Цветковые растения |  |                                   |                         |  |            |  |           |  |             |
|  |                          |  |                                   |                         |  |            |  |           |  |             |
|  |                          |  | ещё 63 порядка цветковых растений |                         |  |            |  |           |  |             |
|  |                          |  |                                   |                         |  |            |  |           |  |             |